# Dasyhelea thomsenae
Dasyhelea thomsenae är en tvåvingeart som beskrevs av Wirth 1952. Dasyhelea thomsenae ingår i släktet Dasyhelea och familjen svidknott. Inga underarter finns listade i Catalogue of Life.